# 澤城美雪
澤城美雪（日语：／ Sawashiro Miyuki，1985年6月2日—），日本長野縣出身的女性聲優。暱稱 Miyukichi，血型O型。屬於青二Production事務所。
代表作有《怪盜Joker》（Queen）、《全職獵人〈第2作〉》（酷拉皮卡）、《魯邦三世系列》（峰不二子〈第3代〉）、《福音戰士新劇場版：Q》（鈴原櫻）、《宇宙兄弟》（伊東芹夏） 。 。

## 人物簡歷
1999年5月2日澤城美雪在Di Gi Charat公開比賽中，獲獎審查員特別獎並正式出道，出道後陸陸續續演出多個不同屬性的角色，聲線帶有高貴的氣息，擅長飾演少女、少年、小孩子、成熟女性、動物的角色，無論是不同類型的角色總會散發女王的氣質。自心之圖書館（齋藤千和的出道作）起便經常與齋藤千和共演，以出道年份來說澤城可算是前輩，但年齡方面卻是齋藤較大，形成一個蠻有趣的關係。
因其父是中島美雪歌迷而取名。家中弟弟澤城千春同樣取自歌手名字，也從事聲優工作並合作過。
2014年6月2日，在自己的博客宣告了与圈外男性結婚的喜訊。
2018年6月28日，因要產前休養、以及產後育兒相關事情，宣布從夏天開始暫停聲優工作。在同年的11月5日產後復出。

## 評價
- 声优奖如此评价她：“以率真的表演为多部作品添色不少的实力派声优”[1][2]，“海外的投票者给于她很高的评价”[3]。
- 擅長英语。在出演快打旋風Ⅳ的嘉米懷特一角时，所提交的英语台词样本让外国音响监督没听出来是日本人，以为是嘉米的英语配音员在讲话，说“现在还不用开始念”[8]。她也为ANIME EXPO2011念了英语开场白。

## 主要參與作品
※粗體为主要角色

### 電視動畫
1999年
- Di Gi Charat（布子（プチ・キャラット））

2000年
- 六門天外（ワルキュリア少女新兵隊・フゥ）
- Da!Da!Da!（岡田愛）

2001年
- 銀河天使第一季（薄荷·布拉曼修）
- 心之圖書館（伊娜、進藤心）
- 頑皮小白貂（小白貂）

2002年
- 銀河天使第二季（薄荷·布拉曼修）
- 銀河天使第三季（薄荷·布拉曼修）
- PanyoPanyo Di Gi Charat（布子）
- 迷糊天使（樋口湖太郎）
- 彩夢芭蕾（油燈精靈（ランプの精））

2003年
- 狼雨（鍊金術師）
- 反斗小王子（たまえ）
- 拜托了雙子星（社裕香）
- 銀河鐵道物語（リフル、[9]、美女）
- 銀河天使（年末特別篇）（薄荷·布拉曼修）
- Di Gi Charat Nyo（布子）
- PEACE MAKER鐵（ほたる）

2004年
- 魁！！天兵高校（護士、島野、布子（プチ・キャラット））
- 星夢美少女（蘇菲·渥茲伍爾）
- 銀河天使第四季（薄荷·布拉曼修）
- Keroro軍曹（ノントルマの少女、木下黎）
- 最遊記RELOAD GUNLOCK（小孩）
- DearS（キィ）
- 龍王傳說（英語A太、總務）
- 薔薇少女（真紅）

2005年
- 奇幻魔法Melody（小暮驅、巴庫）
- 機動新撰組 萌之劍（蘭蘭）
- 極上生徒會（市川真由良）
- 初音島Ⅱ（工藤叶）
- BASILISK甲賀忍法帖（螢火、年輕時的阿幻）
- 嬉皮笑園（芹澤茜）
- VIEWTIFUL JOE（エイミー）
- 光之美少女 Max Heart（アリサ）
- 驚爆危機!The Second Raid（夏玉蘭）
- 薔薇少女 彷如夢境（真紅）

2006年
- 冬季花園（布子（プチ・キャラット））
- 受讚頌者（阿露露）
- 歡迎加入NHK!（草野優）
- 童話槍手小紅帽（睡美人）
- 奇幻魔法Melody 第2輯（小暮驅、小刺蝟、芭鍋、柊潤（幼少時代））
- 鍵姫物語 永久的爱丽斯圆舞曲（日语：鍵姫物語 永久アリス輪舞曲）
- 玻璃艦隊（ゴーダ、（少年時代））
- 銀河天使II（薄荷·布拉曼修）
- 銀河鐵道物語 第二部（伯爵夫人）
- Ghost Hunt（黑田）
- 地獄少女（櫻木加奈子）(第23話)
- 曙光少女（ミィ（Mii））
- 麵包超人（沙拉公主）
- 魔法老師！？（涅佳涅·史普林菲爾德、黑玫瑰男爵、納吉·史普林菲爾德、七味粉） - 还参与制作第9话的副标题及作中的插图。
- 小心啊公主（菜花羽奈）
- BLACK BLOOD BROTHERS（卡莎朵拉·吉兒·渥洛克）
- 舞-乙HiME（莎菈·加拉格）
- 怪俠索羅利 第2季（ディジー姫）
- 蟲師（ヨキ/银古（少年时代））
- 吉宗（日语：吉宗 (パチスロ)）（水扇）
- 落語天女（谷中妙）
- 血色花園（克萊兒·佛瑞斯特）
- 薔薇少女 ～序曲～（真紅）

2007年
- 奇幻魔法Melody 第3輯（小暮驅）
- 小女神花鈴（九条和音）
- 機神大戰（神代神名）
- 節哀唷♥二之宮同學（北條麗華）
- 絕望先生（關內·瑪利亞·太郎）
- 守護甜心!（阿夜、壞甜心、壞蛋、二階堂悠（少年時代））
- 天翔少女（櫻野優希）
- 無敵偵探貴公子（日向繭樹（マユキ））
- 龍鳴（宗谷明）
- 交響情人夢（千秋真一（兒時）、女學生B）
- 爆丸（張麗）
- Hello Kitty 苹果森林与Parallel镇（日语：ハローキティ りんごの森シリーズ）
- 向陽素描（房东）
- 英雄時代（雷克緹·列克）
- BLUE DROP ～天使們的戲曲～（千光寺萩乃）
- 悲慘世界 少女珂賽特（碧雅翠絲）

2008年
- 奇幻魔法Melody 第4輯（はりねずみくん）
- 神薙（青葉鶇）
- 水晶之焰（日语：クリスタル ブレイズ）
- 紅（紅真九郎）
- 武裝機甲（山下悟）
- 守護甜心!（二階堂悠（少年時代）、翔太、结木翼）
- 守护甜心!!心跳（阿夜、壞甜心、壞蛋）
- 強襲魔女（佩琳·克洛斯特曼）
- 俗·絕望先生（關內·瑪利亞·太郎、糸色望（第6話之後））
- 圖書館戰爭（柴崎麻子）
- 夏目友人帳（笹田純、亲戚的阿姨、女高中生）
- 二十面相少女（香山望）
- 交响情人梦 巴黎篇（千秋真一〈幼少时期〉）
- 野良耳2（日语：のらみみ）
- 伯爵与妖精（ジミー）
- 向陽素描×365（房东、真実、同学、猫）
- 女神異聞錄 ～三位一體之魂～（神鄉洵、神鄉結祈）
- 夜櫻四重奏（五十音言葉）
- 世界毁灭 〜毁灭世界的六人〜（玛雅）
- 我家有个狐仙大人（座敷童子）

2009年
- 海物语〜有你相伴〜（小島）
- 奇幻魔法Melody 第4輯（小暮驅[10]）
- CANAAN（迦南）
- 只想告訴你（矢野綾音）
- 懺·絕望先生（關內·瑪利亞·太郎）
- GA 藝術科美術設計班（友兼、友兼的哥哥（初次登场时未用此名））
- 寶石寵物（有栖川葵、凱特、歐帕露）
- 守护甜心!!心跳（阿夜、壞甜心、壞蛋、月詠幾斗（兒時））
- 守护甜心!派对!
  - 守護甜心!!!心跳不已（阿夜、壞蛋）
  - 小小守护甜心!（阿夜）
- 聖劍鍛造師（多莉斯）
- 續 夏目友人帳（笹田純）
- 穿越宇宙的少女（馬場杜鵑）
- 浪漫追星社（近江步美）
- 面包超人（ポー）
- 戰鬥司書 The book of Bantorra（米蕾波可＝凡蒂兒）
- 花冠之淚（莉蒂亞）
- 信蜂（拉格·辛谷）
- 東京震級8.0（一树、川島惠美（一树的母亲））
- 夏日風暴！（路人甲[11]）
- 化物語（神原駿河）
- 向陽素描×365 特別篇（房东、真実）
- Phantom 〜Requiem for the Phantom〜（凯露·戴文斯/Drei·Phantom）
- FAIRY TAIL魔導少年（芭露歌、烏璐緹雅、烏璐）
-瑪莉亞的凝望 第四季（高城典）
- 瑪莉亞狂熱（舍監老師）

2010年
- 荒川爆笑團（瑪莉亞）
- 荒川爆笑團 第二期（瑪莉亞）
- Angel Beats!（岩澤雅美）
- 學園默示錄 HIGHSCHOOL OF THE DEAD（毒島冴子）
- 寶石寵物（歐帕露）
- 寶石寵物 Twinkle☆（拉布拉、凱特、歐帕露）
- 守護甜心!!!心跳不已（きみちゃん）
- 強襲魔女2（佩琳·克洛斯特曼）
- 侦探歌剧 少女福尔摩斯（钱形次子）
- 信蜂 Reverse （拉格·斯恩格）
- 無頭騎士異聞錄 DuRaRaRa!!（塞爾堤·史特路爾森）
- 傳說的勇者的傳說（卡爾奈·凱文爾）
- ネリーとセザール（ネリー）
- 爆丸2大爆破（张丽）
- 向陽素描×☆☆☆（房东、真実）
- 向陽素描×☆☆☆ 特別編（房东）
- 变身！公主偶像（薇薇）
- 神奇寶貝鑽石&珍珠（米依）

2011年
- 歌之☆王子殿下♪ 真愛1000%（七海春歌）
- A頻道（鎌手老師）
- 神樣DOLLS（空張久羽子）
- 只想告訴你 2ND SEASON（矢野綾音）
- 境界線上的地平線（本多·正純）
- 銀魂（藍光靈子）(224話)
- GOSICK （柯蒂麗亞·蓋洛）
- 發現、體驗、最喜歡！巧虎（萊特）
- 寶石寵物 Sunshine（拉布拉、藍澤晶子、凱特、歐帕露）
- 迷糊软网社（天地玲緒）
- 丹特麗安的書架（妲利安（丹特麗安））
- 侦探歌剧 少女福尔摩斯 夏日特别篇（钱形次子）
- 死囚樂園（咲神斗都）
- 夏目友人帳 参（笹田純）
- HUNTER×HUNTER（日本电视台版）（酷拉皮卡）
- 惡魔奶爸（卜寶〈凱傑爾・德・安倍拉那・別西卜4世〉）
- 迷茫管家與膽怯的我（鮫島小雨）
- 瑪莉亞狂熱 ALIVE（舍監老師）
- 名侦探柯南/魔术快斗（小泉紅子）
- 最後流亡-銀翼的飛夢-（莉莉亞娜·伊爾·格蘭西奧索·米路·杜蘭）
- 鲁邦三世 血之刻印 〜永远的Mermaid〜（峰不二子）

2012年
- 夏目友人帐 肆（笹田純）
- 妖狐×僕SS（小孩雙熾、雙子）
- 侦探歌剧 少女福尔摩斯 第2幕（钱形次子[12]）
- 伪物语（神原骏河）
- BLACK★ROCK SHOOTER（小鳥遊優美）
- 战姬绝唱SYMPHOGEAR（櫻井了子、菲尼）
- 宇宙兄弟（伊東芹夏[13]、南波六太（孩童時期）、阿波、真壁風佳、卡蓮貓、小熊貓琳達、鼴鼠佛）
- LUPIN the Third -名为峰不二子的女人-（峰不二子）
- AKB0048（第十三代 前田敦子）
- 寶石寵物 Kira☆Deco—!（拉布拉、歐帕露）
- 夏色奇蹟（逢澤涼）
- 戰國Collection（杉谷善住坊）
- 閃電十一人GO 時空之石（修）
- 境界線上的地平線 第二季（本多．正純）
- 心連·情结（稻叶姬子）
- 人類衰退之後（友人Y）
- 豆芽小文 Returns（瑪莉）
- 向陽素描 第4期（房東、真實）
- K（淡島世理）
- 驚爆遊戲（吉良康介）
- 絕園的暴風雨（鎖部葉風）
- PSYCHO-PASS（唐之杜志恩）
- 最強學生會長 異常（名瀨夭歌 / 黑神鯨）
- 鄰座的怪同學（吉田優山〈孩童時期〉）

2013年
- AKB0048 Next Stage（第十三代 前田敦子）
- 魔王勇者（女騎士）
- 歌之☆王子殿下♪ 真愛2000%（七海春歌）
- 戀曲寫真（深角友惠）
- 惡魔倖存者2（迫真琴）
- 物語系列 第二季（神原骏河）
- 小馬寶莉：友情就是魔法（紫悅）
- 寶石寵物 Happiness（拉布拉、平前輩、歐帕露）
- 銀河機攻隊 莊嚴皇子（鈴風凜）
- 槍彈辯駁 希望學園與絕望高中生  The Animation（腐川冬子、滅族者翔）
- 两人是少女福尔摩斯（钱形次子）
- 新薔薇少女（真紅）
- 斯特拉女子學院高等科C³部（鹿島園羅）
- 蒼翼默示錄Alter Memory（卡路路·克洛弗）
- 夜櫻四重奏 -花之歌-（五十音言葉）
- 寶石寵物 Twinkle☆特別篇（拉布拉、歐帕露）

2014年
- 魔女的使命（梅杜莎）
- 流浪神差（毘沙門）
- Z/X IGNITION（上柚木綾瀨）
- Lady 寶石寵物（列文、尼古達、布特）
- FAIRY TAIL 新系列（烏璐緹雅）
- NO GAME NO LIFE 遊戲人生（初瀨伊綱）
- 展開騎士（犬飼健）
- 英雄銀行（財前光雄）
- 風雲維新大將軍（法光院）
- 花物語（神原骏河）
- 刀劍神域Ⅱ（詩乃／朝田詩乃）
- 宇宙浪子（卡特莉奴）
- 月刊少女野崎同學（瀨尾結月）
- 怪盜Joker（Queen）
- 巴哈姆特之怒 GENESIS（莉塔）
- PSYCHO-PASS 2（唐之杜志恩）
- 寄生獸 生命的準則（君嶋加奈）
- 蟲師 續章（銀古（少年時代））

2015年
- 無頭騎士異聞錄 DuRaRaRa!!×2 承（塞爾堤·史特路爾森）
- Go！Princess 光之美少女（黛維萊德／紅城永久／赤紅天使）
- 歌之☆王子殿下♪ 真愛革命（七海春歌）
- 寶石寵物 魔法變身（拉布拉）
- 血界戰線（薇薇安）
- 雙槍激鬥（雷米·奧德納）
- 山田君與7人魔女（宮村禮緒奈）
- Chaos Dragon 赤龍戰役（艾哈）
- 無頭騎士異聞錄 DuRaRaRa!!×2 轉（塞爾堤·史特路爾森）
- Charlotte（薩拉傑恩）
- 六花的勇者（旁白、亞德雷·麥亞〈幼少期〉）
- 和歌子酒（村崎和歌子）
- 魯邦三世 2015年系列（峰不二子）
- 流浪神差 ARAGOTO（毘沙門）
- 終物語（神原駿河）
- K RETURN OF KINGS（淡島世理）[14]
- 一拳超人（蚊女）
- 金田一少年之事件簿R 第2期（月读吉赛儿）
- 受讚頌者 虛偽的假面（阿露露）

2016年
- 無頭騎士異聞錄DuRaRaRa!!×2 結（塞爾堤·史特路爾森／杜拉漢）
- 莉露莉露妖精～妖精之門～（拉布拉）
- 雙星之陰陽師（御幣島昴[15]）
- 烙印勇士（露加）
- ReLIFE（天津心）
- 龍族拼圖X（摩根）
- 槍彈辯駁3 －The End of 希望峰學園－ 未來篇（腐川冬子）
- 槍彈辯駁3 －The End of 希望峰學園－ 希望篇（腐川冬子）
- 歌之☆王子殿下♪ 真愛傳奇之星（七海春歌）
- SHOW BY ROCK!!#（薇多莉亞絲）
- 夏目友人帳 伍（笹田純）
- 我太受歡迎了，該怎麼辦？（二科志麻）
- 超自然9人组（紅之亞里亞）

2017年
- 學園少女突襲者 Animation Channel（夜木沼伊緒）
- 廢天使加百列（塞路爾）
- 碧藍幻想 The Animation（卡塔莉娜·亞利潔）
- 巴哈姆特之怒 VIRGIN SOUL（莉塔[16]）
- 境界之輪迴 第三季（姐祭·安妮塔·瞳）
- 夏目友人帳 陸（笹田純）
- ONE PIECE 萬國篇（夏洛特·布琳）
- 精靈寶可夢 太陽&月亮（麗姿）
- 狂賭之淵（桃喰綺羅莉、桃喰莉莉香）
- Fate/Apocrypha（莫德雷德）
- 妖怪公寓的優雅日常（久賀秋音、兀兒德）
- 便利商店情人（彌後環九）
- Princess Principal（7）
- 夢幻慶典R（真壁颯太）

2018年
- 鬼太郎（第6作）（鬼太郎）
- DEVILSLINE 惡魔戰線（茱莉安娜·羅伊德）
- 航海王 蛋糕島篇（夏洛特·布琳）
- 阿宅的戀愛太難（小柳花子[17]）
- 學園BASARA（伊月[18]）
- 刀劍神域 Alicization（詩乃／朝田詩乃）
- 閃亮模力小天才（遠松英二）

2019年
- 狂賭之淵××（桃喰綺羅莉[19]）
- 魔法水果籃（本田今日子）
- 強襲魔女 501部隊出動！（佩琳·克洛斯特曼）
- 碧藍航線（天城）
- Z/X Code reunion（上柚木綾瀨[20]）
- 刀劍神域 Alicization War of Underworld（詩乃／朝田詩乃）
- PSYCHO-PASS 3（唐之杜志恩）

2020年
怪物彈珠 （怪盜亞森）
- 超異域公主連結 Re:Dive（拉比林斯達[21]）
- 新櫻花大戰 the Animation（村雨白秋）
- 魔法水果籃 2nd Season（本田今日子）
- 女武神的餐桌（雷電芽衣）
- 刀劍神域 Alicization War of Underworld -THE LAST SEASON-（詩乃／朝田詩乃）
- 強襲魔女 通往柏林之路（佩琳·克洛斯特曼）
- 小碧藍幻想！（卡塔莉娜）
- 這是妳與我的最後戰場，或是開創世界的聖戰（伊莉蒂雅·露·涅比利斯九世）

2021年
- 世界魔女出動！（佩琳·克洛斯特曼）
- Hortensia SAGA 蒼之騎士團（夏爾洛·德·奧爾坦西亞）
- 名侦探柯南（浅井成実）
- MARS RED 零機關（戴夫羅特）
- 偶像學園Planet！（奢華玫瑰）
- 魔法水果籃 The Final（本田今日子）
- 龍先生、想要買個家。（カサンドラ）
- 我們的重製人生（加納美早紀）
- 女武神的餐桌II（雷電芽衣）
- EDENS ZERO 伊甸星原（女武神[22]）
- 月光下的異世界之旅（蘇菲亞）
- 数码宝贝幽灵游戏（伽馬獸[23]）
- 百萬噸級武藏（クロウゼード・ライア、ドロシー）
- 魯邦三世 PART6（峰不二子、黑蜥蜴）
- 鬼滅之刃 遊郭篇（上弦之陸-墮姬[24]）

2022年
- 超異域公主連結 Re:Dive Season 2（拉比林斯達）
- 作為女主角！～被討厭的女主角與秘密的工作～（田村レイ）
- 鍵等（岩澤）
- 愛在征服世界後（三途川鬼羅／鮮血公主[25]）
- 受讚頌者 二人的白皇（阿露露[26]）
- 歌之☆王子殿下♪ 真愛ST☆RISH TOURS ～旅途的起始～（七海春歌）
- 徹夜之歌（鶯餡子[27]）
- 令和的Di Gi Charat（布子）
- 福星小子（第2作）（櫻花[28]）
- POP TEAM EPIC（第2期）（敏菲利亞）
- Fate/Grand Order 藤丸立香不明白 年末特別篇（莫德雷德）

2023年
- 物之古物奇譚（羽織[29]）
- 真·進化果實～不知不覺踏上勝利的人生～（戴斯特拉[30]）
- 小小哥吉拉的逆襲（小小碧奧蘭蒂[31]）
- SHY靦腆英雄（斯維塔[32]）

2024年
- HIGH CARD 至高之牌（芭絲特[33]）
- 月光下的異世界之旅 第二幕（蘇菲亞[34]）
- 殺手寓言（佐藤洋子[35]）
- 這是妳與我的最後戰場，或是開創世界的聖戰 Season II（伊莉蒂雅·露·涅比利斯九世[36]）
- 再見，地球（多蘭布伊[37]）
- SHY靦腆英雄（第2期）（斯維塔[38]）
- 夏目友人帳 漆（笹田純[39]）

2025年
- 天久鷹央的推理病歷表（墨田淳子[40]）
- BanG Dream! Ave Mujica（森美奈美）
- 再見，地球（第2期）（多蘭布伊[41]）
- WITCH WATCH 魔女守護者（伊武荊[42]）
- LUPIN THE IIIRD 錢形與兩個魯邦（峰不二子[43]）
- 徹夜之歌（第2期）（鶯餡子[44]）

### OVA
- AIKa ZERO（E.T.A.I）
- 水瓶戰記SagaII〜Don't forget me…〜（レイナ・アークトゥルス）
- OVA 传颂之物（阿露露）
- 学園黙示録 Drifters of the DEAD（毒島冴子）
- 紅（紅真九郎）
- 高校鉄拳伝タフ（日语：高校鉄拳伝タフ）
- 絶望先生系列（關內·瑪利亞·太郎）
  - 狱·绝望先生
  - 忏·绝望先生 番外地
- 強襲魔女（佩琳·克洛斯特曼）
- 戰鬥妖精少女 救救我! Mave酱（日语：戦闘妖精少女 たすけて! メイヴちゃん）
- 信蜂～光与青的幻想夜话～（拉格·斯恩格）※于Jump Super Anime Tour中上映
- Di Gi Charat劇場 就交给雏子吧飘!（布子（プチ・キャラット））
- Dead Girls（日语：デッドガールズ）
- 倒凶十将傳 封魔五行傳承（水卷玲子）
- .hack//Quantum（远世/生田衣織）
- 飛越顛峰2（琦可·赛颜斯）
- FAIRY TAIL（芭露歌）
  - FAIRY TAIL 欢迎光临 妖精尾巴女生宿舍!!
  - FAIRY TAIL 妖精学园 不良仔与不良妹
- BLACK★ROCK SHOOTER（小鸟遊优美）
- 惡魔奶爸 〜拣到的小婴儿竟然是大魔王!?〜（凱傑爾・德・安倍拉那・別西卜4世）※于Jump Super Anime Tour中上映
- 舞-乙HiME Zwei（莎拉·加拉格）
- 魔法老師! 〜另一个世界〜（涅佳涅·史普林菲尔德）
- 棒球大联盟・Message（茂野大吾）
- Memories Off 3.5 〜致回忆中的彼方〜（百瀬環）
- MOEKKO COMPANY THE ANIMATION（日语：モエかん#OVA）（女仆B）
- 夜樱四重奏 〜星之海〜（五十音言葉）

2012年
- A頻道 +smile（鎌手老師）

2015年
- 無頭騎士異聞錄 DuRaRaRa!!×2 承 外傳！？ 第4.5話 我的心是火鍋的形狀（塞爾堤･史特路爾森）※劇場先行上映[45]
- 無頭騎士異聞錄 DuRaRaRa!!×2 轉 外傳！？ 第13.5話 戀愛故事鏗鏗鏗（塞爾堤･史特路爾森）※劇場先行上映[46]
- 流浪神差「夜斗神連續殺人事件」（毘沙門）※單行本第15卷限定版附贈DVD

2016年
- 流浪神差「一起拍照吧」（毘沙門）※單行本第16卷限定版附贈DVD
- 無頭騎士異聞錄 DuRaRaRa!!×2 結 外傳！？ 第19.5話 DuFuFuFu!!（塞爾堤･史特路爾森）※劇場先行上映[47]

2017年
- A頻道 +smile（鎌手老師）

2018年
- ReLIFE"完結篇"（天津心）

2021年
- Fate/Grand Carnival（阿耳忒彌斯）

### 動畫電影
- 夏娃的时间 劇場版（千惠）
- 闪电十一人GO 究极之绊 獅鷲獸（修[48]）
- EX-Driver the Movie（アンジェラ・ガンビーノ）
- 强袭魔女 剧场版（佩琳·克洛斯特曼[49]）
- EX MACHINA（瞳）
- Di Gi Charat 星之旅（布子卡拉）
- 哆啦A梦电影版 新‧大雄与铁人兵团 ～振翅吧 天使们～（莉露露）
- 火影忍者疾風傳劇場版（シズク）
- HELLS ANGELS（日语：HELLS ANGELS）
- Fantastic Cat（光）
- 棄寶之島：遙與魔法鏡（堤歐）
- 棒球大聯盟劇場版 友情的一球（岸田憲一）
- 剧场版 小双侠 新双侠机械大集合! 玩具国大决战，骰子!（布拉蒙王子）
- Loups-Garous（麗猫）
- BUTA（キツネ）
- 圖書館戰爭 革命之翼（柴崎麻子）
- 劇場版 FAIRY TAIL 鳳凰的巫女[[[Wikipedia:格式手册/链接#章節|錨點失效]]]（芭露歌）
- HUNTER x HUNTER THE MOVIE : Phantom Rouge[[[Wikipedia:格式手册/链接#章節|錨點失效]]]（酷拉皮卡）
- 福音战士新剧场版：Q（铃原櫻）
- 攻殼機動隊ARISE（罗吉库玛）
- HUNTER x HUNTER THE MOVIE -The LAST MISSION-[[[Wikipedia:格式手册/链接#章節|錨點失效]]]（酷拉皮卡）
- Bayonetta: Bloody Fate（瑟蕾莎）
- 女神異聞錄3 THE MOVIE #1 Spring of Birth（伊麗莎白）
- 女神異聞錄3 THE MOVIE #2 Midsummer Knight's Dream（千鳥、伊麗莎白）

2013年
- 魯邦三世VS名偵探柯南 THE MOVIE（峰不二子）

2014年
- 魯邦三世 次元大介的墓碑（峰不二子）

2015年
- 劇場版 PSYCHO-PASS（唐之杜志恩）
- 女神異聞錄3 THE MOVIE #3 Falling Down（千鳥、伊麗莎白）
- 攻殼機動隊 新劇場版（羅吉庫瑪）
- 電影 Go！Princess 光之美少女 Go！Go！！豪華三部曲！！！（紅城永久／赤紅天使）
- <harmony/>（霧慧敦）

2016年
- 女神異聞錄3 THE MOVIE #4 Winter of Rebirth（伊麗莎白）
- 最後流亡-銀翼的飛夢- Over The Wishes（莉莉亞娜·伊爾·格蘭西奧索·米路·杜蘭）
- 劇場版 偵探歌劇 少女福爾摩斯 ～逆襲的少女福爾摩斯～（錢形次子）
- 光之美少女 All Stars 大家歌唱吧♪奇跡的魔法！（紅城永久／赤紅天使）
- 莊嚴皇子 覺醒的遺傳因子（鈴風凜）

2017年
- 魯邦三世 血煙的石川五右衛門（峰不二子）
- 刀劍神域劇場版：序列爭戰（詩乃／朝田詩乃）
- 光之美少女 Dream Stars!（紅城永久／赤紅天使）
- 蠟筆小新：宇宙人Pi力來襲！！（Pi力）
- 劇場版 FAIRY TAIL 龍之淚（芭露歌）
- NO GAME NO LIFE 遊戲人生 ZERO（初瀨伊綱）

2018年
- 道別的早晨就用約定之花點綴吧（拉西努）
- K SEVEN STORIES Episode 1「R:B ～BLAZE～」（淡島世理）
- K SEVEN STORIES Episode2「SIDE:BLUE ～猶如天狼～」（淡島世理）
- FLCL Progressive（ジュリア・ジンユ）
- 劇場版 夏目友人帳 ～緣結空蟬～（笹田純）
- HUG！光之美少女♡光之美少女 All Stars Memories（紅城永久／赤紅天使）

2019年
- PSYCHO-PASS Sinners of the System Case.1 罪與罰（唐之杜志恩）
- PSYCHO-PASS Sinners of the System Case.2 First Guardian（唐之杜志恩）
- 魯邦三世 峰不二子的謊言（峰不二子）
- 強襲魔女 劇場版 501部隊出動！（佩琳·克洛斯特曼）
- HUMAN LOST 人間失格（Madam）
- 魯邦三世 THE FIRST（峰不二子）

2020年
- PSYCHO-PASS心靈判官3 FIRST INSPECTOR（唐之杜志恩）
- 劇場版 Fate/Grand Order -神聖圓桌領域卡美洛- 前篇 Wandering; Agateram（莫德雷德）
- HoneyWorks 10th Anniversary "LIP×LIP FILM×LIVE"（田村レイ）

2021年
- Princess Principal Crown Handler 第1章（7）
- 新·福音戰士劇場版𝄇（鈴原櫻）
- 劇場版 Fate/Grand Order -神聖圓桌領域卡美洛- 後篇 Paladin; Agateram（莫德雷德）
- Fate/Grand Order -終局特異點 冠位時間神殿所羅門-（莫德雷德、南丁格爾）
- Princess Principal Crown Handler 第2章（7）

2022年
- 魔法水果籃 -前奏曲-（本田今日子）
- 寶石寵物 Attack Travel!（拉布拉）
- 電影 殘念生物事典（月子）
- 劇場版偶像學園Planet！（奢華玫瑰）

2023年
- 金之國 水之國（蕾拉）
- 黑色五葉草：魔法帝之劍（普林希亞·芬尼巴尼[50]）
- Princess Principal Crown Handler 第3章（7）
- 劇場版 PSYCHO-PASS心靈判官 PROVIDENCE（唐之杜志恩[51]）
- 劇場版城市獵人 天使之淚（安潔[52]）
- 鬼太郎誕生 咯咯咯之謎（鬼太郎、鬼太郎之母）

2025年
- 凡爾賽玫瑰（奧斯卡·法蘭索瓦·德·傑爾吉[53]）
- Princess Principal Crown Handler 第4章（7[54]）
- LUPIN THE IIIRD THE MOVIE 不死身的血族（峰不二子[55]）

### 網路动画
2008年
- 夏娃的時間（千惠）

2009年
- 柔軟龜（所有角色）

2010年
- ワルプルギスナイトフィーバー SOS TV（クリスタル・クリスタル）
- 寶可夢 黑2／白2 SP電影介紹（小菊兒）

2012年
- NEXT A-Class MercedesBenzs介紹（尼可）

2014年
- 神羅萬象〜天地神明之章〜（雫）
- ももんず さんどうぃっち（めるろん王女）

2015年
- 歐西里斯的天秤（Target 10）

2016年
- 曆物語（神原駿河）
- 寶石寵物 Attack Chance!?（拉布拉）

2017年
- 閃電十一人 阿瑞斯的天秤 超新作映像「フットボールフロンティア編」（坂野上昇）
- 格鬥天王命運（安吉丽娜）

2018年
- 殭屍少女的災難（鴨志田沙也香）
- 閃光傳說劇場（米拉·麥克斯韋）

2019年
- Fate/Grand Order -絕對魔獸戰線巴比倫尼亞- Episode 0 Initium Iter（南丁格爾）

2021年
- 終末的女武神（布倫希爾德、旁白）
- 人偶學園（雷電芽衣）

2022年
- 狂賭之淵雙（桃喰綺羅莉）

2023年
- 終末的女武神II（布倫希爾德[56]、旁白）

2024年
- 物語系列 第外季&第怪季（神原駿河[57]）
- 只想告訴你 3RD SEASON（矢野綾音[58]）

2025年
- 終末的女武神III（布倫希爾德[59]）

### 遊戲
2001年
- Di Gi Charat Fantasy（布子）

2002年
- 想君：秋之回憶（百瀨環）
- 银河天使（薄荷‧布拉曼修）
- 侍（日语：侍 (ゲームソフト)）
- FirstKiss☆物語II 〜因为有你〜（日）（日语：ファーストKiss☆物語#ファーストKiss☆物語II 〜あなたがいるから〜）（織田桐姬乃）

2003年
- 天使演唱会（毕雅拉･赛提斯）
- 银河天使 Moonlit Lovers（银河天使）
- 侍道2（日语：侍道2）
- 初音岛Plus Situation（工藤叶）
- Dancing Sword 〜閃光〜（ルシエル）[60]
- Di Gi Charat Fantasy Excellent（布子）

2004年
- 天使演唱会 Encore（毕雅拉･赛提斯）
- 银河天使 Eternal Lovers（薄荷‧布拉曼修）
- 3年B組金八先生 伝説の教壇に立て!（日语：3年B組金八先生 伝説の教壇に立て!）[61]
- DearS（キィ）

2005年
- 银河天使 EX（薄荷‧布拉曼修）
- 極上生徒会（市川真由良）
- 忍道 戒（日语：忍道 戒）（喪巢忍者）
- 初音岛 Four Seasons（工藤叶）
- Twelve〜战国封神传〜（日语：Twelve〜戦国封神伝〜）
- Princess concerto（日语：プリンセスコンチェルト）[63]
- 舞-HiME 〜命運的系統樹〜（巧海）
- Little Aid（日语：Little Aid）（篠井有希、澤村寧音）[64]

2006年
- 傳頌之物 給逝者的搖籃曲（阿露露）
- 鎌鼬之夜2 特别篇（日）（中島光）（来自《3年B組金八先生 伝説の教壇に立て!》的客串角色）
- Quartett! -THE STAGE OF LOVE-（日语：Quartett!）
- 银河天使II 绝对領域之门（日语：ギャラクシーエンジェルII）（薄荷‧布拉曼修）
- 新世纪GPX Cyber Formula: Road to the Infinity 3[[[Wikipedia:格式手册/链接#章節|錨點失效]]]（神奈玲）
- 草莓危機（涼水玉青）
- 数码宝贝拯救队 另一个任务（神樂由麻）
- 转生学园月光录（舞坂操）
- 女神异闻录3（千鸟、伊丽莎白）
- 摔角天使 生存者（Wrestle Angels Survivor）（南利美、真壁那月）[65]
- Rozen Maiden Duellwalzer（真紅）

2007年
- 魔塔大陆2 于世界中回响的少女们的创造诗（克罗谢·蕾堤尔·帕斯塔里耶）
- Angel Profile（〈息子〉）[66]
- 奥丁领域（（Velvet））[67]
- Operation Darkness（（Cordelia Break））[68]
- GALAXY ANGEL II 無限回廊的钥匙（薄荷·布拉曼修）
- 精灵协奏曲 Refrain（学園長）[69]
- 圣洁传说（（Sian Tenebro）、ケルベロス[70]）
- 武装神姬 BATTLE RONDO（骑士型MMS 赛佛丝）
- 美少女夢工廠5（雅洁特·捷诺瓦滋）
- 女神异闻录3 FES（千鸟、伊丽莎白）
- 玛那炼金术 学园的炼金术士们（日语：マナケミア）（(Titil Mimi Nike Mele)）
- 超杰交融（瑪麗安（Marion））
- Rozen Maiden Gebetgarten（真紅）

2008年
- 西德和陆行鸟的不可思议迷宫 忘却时间的迷宫DS+（日语：チョコボの不思議なダンジョン 時忘れの迷宮）
- 零～月蚀的假面～（麻生海咲）
- 陆行鸟与魔法的絵本 魔女、少女和五位勇者（日）（ラフィ）
- Tears to Tiara 花冠之大地（莉蒂亚）
- True Fortune（日语：トゥルーフォーチュン）（紫乃上梨恵）[71]
- 寒蝉鸣泣之时绊 第二巻・想（日语：ひぐらしのなく頃に絆）（赤坂美雪）
- 苍翼默示录（卡璐璐）
- 公主聯盟（ミラノ）
- 428：被封锁的涩谷（迦南）
- 最后的神迹（ひな、はな）
- 符文工房：边境（日语：ルーンファクトリー フロンティア）[72]
- 摔角天使 生存者 2（Wrestle Angels Survivor 2）（南利美、真壁那月）

2009年
- AIKA（日本服务器）（狙擊手（日译：デュアルガンナー））
- 安妮的工房 塞拉岛的炼金术士（日语：アニーのアトリエ）（ペペ（Pepe））
- 聖靈之心3（薇斯）
- 朧村正（百姬）
- 银河天使II 永劫回帰之时（薄荷·布拉曼修）
- GRANDIA ONLINE（コルタ族〈女〉）
- 光明力量：羽翼（日语：シャイニング・フォース フェザー）
- 星之海洋4：最后的希望（Lymle Lemuri Phi）
- 強襲魔女-蒼空閃電戰 新隊長的奮鬥!-（佩琳·克洛斯特曼）
- 街頭霸王IV（嘉米·怀特）
- SACRED BLAZE（ラムシン）[73]
- 罪与罰 宇宙的後継者（日）（日语：罪と罰 宇宙の後継者）
- Tears to Tiara外传 -阿瓦隆之謎-（莉蒂亚）
- Project Witch（日）（日语：(PW)Project Witch）[74]
- 寒蝉鸣泣之时绊 第三卷・螺（赤坂美雪）
- 梦幻之星 Portable 2（ユート・ユン・ユンカース、クノー）
- 女神异闻录3 Portable（千鸟、伊丽莎白）
- 弃宝之岛 彼方和七彩之镜（堤欧）
- 小魔女之路（日）（日语：魔女になる）[75]
- 弧光之源3: Eyes（日）（日语：ルミナスアーク3 アイズ）[76]

2010年
- 异世纪机器人大战：R（欧达姆·冯）
- 四狂神战记（日）（日语：エストポリス）
- GAMEBOOK DS 水瓶战记 Perpetual Period（リディア・ラグランジュ）
- Kingdom 一骑斗千之剑（日）（羌瘣）
- 屍體派對 Blood Covered Repeated Fear（宍戶結衣）
- 召唤夜想曲新传 毁灭之剑与应许骑士（フォルト、コトハ）
- 斩击的REGINLEIV（日）（日语：斬撃のREGINLEIV）[77]
- 強襲魔女 -與你同行 A Little Peaceful Days-（佩琳·克洛斯特曼）
- 強襲魔女 白銀之翼（佩琳·克洛斯特曼）
- 強襲魔女2 治癒・恢復・軟綿綿（佩琳·克洛斯特曼）
- 槍彈辯駁 希望学园與绝望高中生（腐川冬子）
- 侦探歌剧 少女福尔摩斯（钱形次子）
- 信蜂 致编织心灵之人（拉格·辛谷）
- 无头骑士异闻录 3way standoff（塞尔堤·史特路尔森）
- 東京鬼祓師 鴉乃杜學園奇譚（日）（白、牧村久榮）[78]
- Phantom -PHANTOM OF INFERNO-（Xbox360版）（凯露·戴文斯/Drei·Phantom）
- 苍翼默示录 CONTINUUM SHIFT（卡璐璐）
- 我的暑假 Portable 2 神秘的姐妹与沉船的秘密!（月夜野すみれ）[79]
- 无限边境EXCEED 超级机器人大战OG传说（ゲルダ・ミロワール、クレオ・グレーテル）
- らぶでゅえ!（市原アキ）[80]
- 艾爾之光（日本服务器）（澄（LACHER））[81] —— 日本服务器2011年7月6日新增之角色[82]

2011年
- AQUAPAZZA（阿露露）
- INSTANT BRAIN（麝香クロエ）[83]
- Weiß Schwarz Portable（柴美波）
- 快盗天使双胞胎 〜时间与世界的迷宮〜（（Matta Aprile））[84]
- Catherine（凱薩琳(Catherine)）
- 屍體派對 Book of Shadows（宍戶結衣）
- 战律星云（仲間紀[85]）
- 侦探部（小泉祥子）[86]
- 無盡傳奇（Tales of Xillia）（蜜拉·馬克斯威爾（Milla Maxwell））
- 最終幻想 零式（（Sice））
- 梦幻之星 Portable2 无限（ユート・ユン・ユンカース、クノー、ヤオロズ）
- BLACK★ROCK SHOOTER THE GAME（GRAY）[87]
- 符文工房：海洋（日）（アゼル）[88]
- 侍道4（日语：侍道4）（鬼怒川三姉妹・万由、千佳、百合）
- 天堂II（日本服务器）（死之神 席琳[89]）

2012年
- 御姐玫瑰Z 〜神樂〜（神樂、沙亜也）[90][91]
- Girls'RPG Cinderella life（日）（日语：ガールズRPG シンデレライフ）（峰不二子[92]）
- （主人公（5歳）、[93]）
- 十三支演義 〜偃月三国伝〜（呂布）[94]
- 超級機械人大戰OG SAGA 魔裝機神II REVELATION OF EVIL GOD（[95]）
- 街头霸王 X 铁拳（嘉米·怀特）
- 剑魂V（日）（日语：ソウルキャリバーV）（アイヴィー（IVY）[96]）
- 圣洁传说 R（シアン・テネブロ / ケルベロス、ミラ＝マクスウェル）
- 無盡傳奇2（Tales of Xillia 2）（蜜拉·馬克斯威爾（Milla Maxwell））
- 英雄传说:勇武成双（Tales of the Heroes: Twin Brave）（日）（日语：テイルズ オブ ザ ヒーローズ ツインブレイヴ）（蜜拉·馬克斯威爾）[97]
- 东京变乱（Tokyo Babel）（日）（日语：東京バベル）（[98]）
- 龙腾世纪II（日版，PS3/XBOX360）（（女）[99][100]）
- NEW LOVEPLUS（佐佐木万里[101]）
- 英雄幻想曲（日）（日语：ヒーローズファンタジア）（[102]）
- 十三支演義 〜偃月三國傳〜（呂布）
- 戀曲寫真（深角友惠）
- 數碼寶貝世界 再數位化（御神樂米蕾）
- Persona 4 Arena Ultimax（伊丽莎白）
- SOL TRIGGER（莉特拉）

2013年
- 刀劍神域 無限瞬間（詩乃／朝田詩乃）
- 潛龍諜影崛起：再復仇（科特妮）
- 生化奇兵 無限（伊莉莎白）
- 天使學園之我的專屬女神（鳴海 美櫻音）

2014年
- 刀劍神域 虛空斷章（詩乃／朝田詩乃）
- 絕對絕望少女 槍彈辯駁Another Episode（腐川冬子）
- 谋杀：灵魂嫌犯（艾比盖儿·威廉斯）
- 戰國Basara 4（京極瑪麗亞）
- 任天堂明星大亂鬥3DS/Wii U （魯弗萊（女））
- 魔兵驚天錄（瑟蕾莎）

2015年
- 刀劍神域 Lost Song（詩乃／朝田詩乃）
- 人中之龍0 -誓言的場所-（牧村實、旁白）
- 傳頌之物 虛偽的假面（阿露露）

2016年
- 崩壞3rd（雷電芽衣）
- Fate/Grand Order（阿耳忒彌斯、莫德雷德、南丁格爾）
- 暗影诗章（依璐凯诺）
- 刀劍神域 虛空幻界（詩乃／朝田詩乃）
- 最終幻想世界（奎斯提斯·翠普）
- 傳頌之物 兩人的白皇（阿露露）
- 最终幻想XV（阿拉妮娅·海雯德）
- 奧丁領域：里普特拉西爾（薇爾貝特）
- 陰陽師（三尾狐、八百比丘尼）

2017年
- 聖火降魔錄 英雄雲集（魯弗萊（女）、馬可（女）、卡美拉）
- 閃耀幻想曲（阿爾希芙[103]、友兼）
- 加速世界VS刀劍神域 千年的黃昏（詩乃／朝田詩乃）
- 人中之龍 極 2（館山實）
- 刺客教條：起源（艾雅／阿蒙內特）

2018年
- 超異域公主連結 Re:Dive（拉比林斯達）
- 食之契約（辣條 河豚白子）
- 卡里古拉：过量（主人公（女））
- 人中北斗（奇莎娜）
- 刀劍神域 奪命凶彈（詩乃／朝田詩乃）
- 碧藍航線（君主、天城）
- 任天堂明星大亂鬥 特別版 （魯弗萊（女））

2019年
- JUMP FORCE（酷拉皮卡）
- 人中之龍 Online（牧村實）
- 苍翼默示录 交叉组队战 2.0（伊丽莎白）

2020年
- 碧藍幻想Versus（卡塔莉娜）
- 碧藍航線（土佐）[104]
- 戰雙帕彌什 （羅塞塔）
- 守望傳說 （大天使加百列）

2021年
- 怪物彈珠（怪盜亞森）
- 原神（雷電將軍、雷電影、雷電真）
- 薑餅人王國（魔法師餅乾）
- 雀魂麻將（桃喰綺羅莉）

2022年
- 魔法禁书目录 幻想收束（塞尔堤･史特路尔森）
- 魔兵驚天錄3（薇歐拉）
- 拳皇全明星（アイヴィー（IVY））

2023年
- 明日方舟（霍爾海雅）
- 碧藍幻想 Versus -RISING-（卡塔莉娜）

2024年
- 碧藍幻想 Relink（卡塔莉娜）
- 女神異聞錄3 Reload（千鸟/伊丽莎白）
- 崩壞：星穹鐵道（黃泉）
- 東京都市謎案特搜事件簿（杵島・羅倫斯・唯香）

### 外語配音

#### 電影
- 城市獵人（蘿拉·馬可尼／槙村香（日语：槇村香）〈Élodie Fontan（英语：艾蘿緹·方汀） 主演〉[105]）劇院公映版。
- Barbie芭比（作家芭比）

### 電視劇
- 夏空（2019年、NHK） 飾 白本知香子（為劇中動畫「大草原的少女小空」的女主角小空配音）[106]
- 辐射 (电视剧) （2024年）（露西）

### 特攝
- 假面騎士DECADE（キバーラ）
- 假面騎士龍騎 (美國電視劇)（Kase/仮面ライダーセイレーン/Kamen Rider Siren）
- 王樣戰隊帝王者（ヒルビル・リッチ）

### 電影
- 死亡筆記本：決戰新世界（死神）

### 電台節目
- （大阪廣播電臺 1999年10月～2001年9月）
- （網路電台 2000年3月～2004年9月）
- （大阪廣播電臺 2001年10月～2002年3月）
- （大阪廣播電臺 2002年4月～2003年3月）
- （大阪廣播電臺・文化廣播電臺・東海廣播電臺 2004年4月～9月）- 真田麻美、冰上恭子、井口裕香
- （網路電台 2004年10月～12月）- 真田麻美、冰上恭子
- （網路電台 2005年5月13日～9月30日）- 真田麻美

### 音樂作品

#### 專輯
- - 樋口湖太郎
- - 織田桐姬乃
- - 花都

#### 廣播劇
- - 真紅
- 黑執事 - 謝爾·凡多姆海伍
- 瑪莉亞狂熱（舍監老師）
- - パセリ
- 鳥籠學級drama cd - 涼暮由香/涼暮由海
- 日日蝶蝶廣播劇CD 「相遇篇」「文化季篇」- 清水綾
- 小書痴的下剋上：為了成為圖書管理員不擇手段！
  - 廣播劇CD1（羅潔梅茵、本須麗乃[107]）
  - 廣播劇CD2（羅潔梅茵[108]）

#### 朗讀劇
- 数码宝贝追寻者

### 其他

#### 有聲漫畫
- 小紅帽（格琳）（2021年）

#### 为二次创作物的配音工作
- 東方二次創作同人動畫夢想夏鄉 -A Summer Day's Dream-（雾雨魔理沙）

- 夢想夏鄉1（2008年）
- 夢想夏鄉2（2012年）

- （十六夜咲夜）（2010年）

### 同學年
- 小清水亞美
- 三瓶由布子
- 名塚佳織

### 其他
- 後藤沙緒里
- 齋藤千和
- 釘宮理惠
- 入野自由

## 资料来源
1. 1 2  （日語）. Seiyu Awards.   [2011-10-15]. （原始内容存档于2009-03-11）.
2. 1 2  （日語）. Seiyu Awards.   [2011-10-15]. （原始内容存档于2014-03-17）.
3. 1 2  （日語）. Seiyu Awards.   [2011-10-15]. （原始内容存档于2011-03-07）.
4. ↑  .   [2017-02-07]. （原始内容存档于2021-03-16） （日语）.
5. ↑  [.   [2014-06-09]. （原始内容存档于2016-04-14）. ]
6. ↑  . Comic Natalie. 2018-06-28  [2018-06-28]. （原始内容存档于2021-06-23）.
7. ↑  .   [2010-01-19]. （原始内容存档于2021-01-27）.
8. ↑  ANIMAX、ブロードバンド配信、DVD版
9. ↑  在最终回·第52话中友情出演
10. ↑  在动画第6話中作为路人角色出场。片尾字幕中记作「路人甲 泽城美雪」。
11. ↑  详见《Megami MAGAZINE》2011年12月号
12. ↑  （日語）. TVアニメ『宇宙兄弟』読売テレビ.   [2012-03-04]. （原始内容存档于2021-01-23）.
13. ↑  . 電視動畫「K RETURN OF KINGS」官方網站.   [2015-05-12]. （原始内容存档于2018-03-17）.
14. ↑  . 雙星之陰陽師官方網站.   [2017-01-12]. （原始内容存档于2017-01-12）.
15. ↑  . . 2016-12-29  [2016-12-30]. （原始内容存档于2016-12-30） （日语）.
16. ↑  . Comic Natalie (娜塔莎公司). 2017-07-20  [2017-07-20]. （原始内容存档于2020-11-09）.
17. ↑  . 電視動畫「學園BASARA」官方網站.   [2018-09-10]. （原始内容存档于2018-06-17）.
18. ↑  . 電視動畫「狂賭之淵××」官方網站.   [2018-08-22]. （原始内容存档于2018-08-10）.
19. ↑  . 電視動畫「Z/X Code reunion」官方網站.   [2019-10-05]. （原始内容存档于2019-10-08）.
20. ↑  . 電視動畫「超異域公主連結 Re:Dive」官方網站.   [2020-03-22]. （原始内容存档于2020-05-07）.
21. ↑  . Comic Natalie. 2021-08-04  [2021-08-04]. （原始内容存档于2021-11-03） （日语）.
22. ↑  . デジモンゴーストゲーム. 東映アニメーション.   [2021-09-10]. （原始内容存档于2022-01-09）.
23. ↑  . 電視動畫《鬼滅之刃》遊郭篇官方網站.   [2021-09-25]. （原始内容存档于2021-12-22） （日语）.
24. ↑  . Comic Natalie. 2022-02-02  [2022-02-02]. （原始内容存档于2022-02-02） （日语）.
25. ↑  . MANTANWEB. 2022-06-10  [2022-06-10]. （原始内容存档于2022-06-13） （日语）.
26. ↑  . Comic Natalie. 2022-09-09  [2022-09-09]. （原始内容存档于2022-10-19） （日语）.
27. ↑  . Comic Natalie. 2022-05-19  [2022-05-19]. （原始内容存档于2022-06-21） （日语）.
28. ↑  . Comic Natalie. 2022-09-07  [2022-09-07]. （原始内容存档于2022-10-19） （日语）.
29. ↑  . Comic Natalie. 2022-08-08  [2022-08-08]. （原始内容存档于2022-08-08） （日语）.
30. ↑  . Comic Natalie. 2023-03-02  [2023-03-02]. （原始内容存档于2023-03-09） （日语）.
31. ↑  . Comic Natalie. 2023-09-07  [2023-09-07]. （原始内容存档于2023-09-06） （日语）.
32. ↑  . Comic Natalie. 2023-11-30  [2023-11-30]. （原始内容存档于2023-12-08） （日语）.
33. ↑  . Comic Natalie. 2023-10-25  [2023-10-25]. （原始内容存档于2023-10-25） （日语）.
34. ↑  . Comic Natalie. 2024-01-29  [2024-01-29]. （原始内容存档于2024-02-03） （日语）.
35. ↑  . Comic Natalie. 2023-10-14  [2023-10-14]. （原始内容存档于2023-10-14） （日语）.
36. ↑  . Comic Natalie. 2024-05-23  [2024-05-23]. （原始内容存档于2024-05-23） （日语）.
37. ↑  . Comic Natalie. 2024-03-14  [2024-03-14]. （原始内容存档于2024-03-14） （日语）.
38. ↑  . Animate Times. 2024-03-23  [2024-03-23]. （原始内容存档于2024-03-28） （日语）.
39. ↑  . Comic Natalie. 2024-11-30  [2024-11-30]. （原始内容存档于2024-11-30） （日语）.
40. ↑  . Comic Natalie. 2024-09-14  [2024-09-14] （日语）.
41. ↑  . Comic Natalie. 2025-02-03  [2025-02-03]. （原始内容存档于2025-02-03） （日语）.
42. ↑  . Comic Natalie. 2025-05-01  [2025-05-01] （日语）.
43. ↑  . Comic Natalie. 2024-03-11  [2024-03-11]. （原始内容存档于2024-03-12） （日语）.
44. ↑  . Moca. 2015年2月25日  [2016年3月2日]. （原始内容存档于2016年6月19日） （日语）.
45. ↑  . Moca. 2015年9月6日  [2016年7月30日]. （原始内容存档于2021年1月7日） （日语）.
46. ↑  . 電視動畫「無頭騎士異聞錄 DuRaRaRa!!×2」官方網站.   [2016年7月30日]. （原始内容存档于2016年8月1日） （日语）.
47. ↑  . 『劇場版イナズマイレブンGO 究極の絆 グリフォン』映画公式サイト.   [2011-09-18]. （原始内容存档于2010-10-20）.
48. ↑  详见《娘TYPE》2012年3月号。
49. ↑  . Comic Natalie. 2022-12-17  [2022-12-17]. （原始内容存档于2023-01-26） （日语）.
50. ↑  . Comic Natalie. 2023-01-13  [2023-01-13]. （原始内容存档于2023-01-16） （日语）.
51. ↑  . Comic Natalie. 2023-06-13  [2023-06-13]. （原始内容存档于2023-06-13） （日语）.
52. ↑  . Comic Natalie. 2024-07-02  [2024-07-02]. （原始内容存档于2024-07-02） （日语）.
53. ↑  . Comic Natalie. 2025-02-14  [2025-02-14]. （原始内容存档于2025-02-17） （日语）.
54. ↑  . Comic Natalie. 2024-11-29  [2024-11-29]. （原始内容存档于2024-12-19） （日语）.
55. ↑  . 2022-08-25  [2022-08-25]. （原始内容存档于2022-09-04） （日语）.
56. ↑  . Comic Natalie. 2024-05-03  [2024-05-03]. （原始内容存档于2024-05-08） （日语）.
57. ↑  . 2023-12-31  [2023-12-31]. （原始内容存档于2023-12-31） （日语）.
58. ↑  . Comic Natalie. 2025-07-07  [2025-07-07]. （原始内容存档于2025-07-08） （日语）.
59. ↑  （日語）. MTO.Co.,Ltd.   [2011-09-28]. （原始内容存档于2020-10-02）. 备注：该游戏为GBA游戏
60. ↑  （日語）. CHUNSOFT.   [2011-09-28]. （原始内容存档于2011-11-22）.
61. （日語）. KONAMI.   [2011-09-28]. （原始内容存档于2012-01-15）.
62. ↑  （日語）. BROCCOLI.   [2011-09-28]. （原始内容存档于2019-11-12）.
63. ↑  （日語）. TAKUYO CO.,LTD.   [2011-09-28]. （原始内容存档于2020-10-24）.
64. ↑  （日語）. SUCCESS.   [2011-09-28]. （原始内容存档于2020-10-02）.
65. ↑  （日語）Amazon.co.jp上的相关页面 （页面存档备份，存于）
66. ↑  （日語）. FAMITSU.com (C)ENTERBRAIN, INC.   [2011-09-28]. （原始内容存档于2020-08-09）.
67. ↑  （日語）. SUCCESS Corporation.   [2011-09-28]. （原始内容存档于2021-03-12）.
68. ↑  （日語）. KOGADO STUDIO,Inc.   [2011-09-28]. （原始内容存档于2016-02-02）.
69. ↑  《テイルズ オブ 大全》第269页。
70. ↑  （日語）. ENTERBRAIN, INC.   [2011-09-28]. （原始内容存档于2009-09-18）.
71. ↑  （日語）. Marvelous Entertainment Inc.   [2011-09-28]. （原始内容存档于2011-08-25）.
72. ↑  （日語）. 電撃ONLINE.   [2011-09-28]. （原始内容存档于2013-06-01）.
73. ↑  （日語）. GungHo Works, Inc.   [2011-09-28]. （原始内容存档于2009-05-25）.
74. ↑  （日語）. 電撃ONLINE.   [2011-09-28].
75. ↑  （日語）. Marvelous Entertainment Inc.   [2011-09-28]. （原始内容存档于2011-01-27）.
76. ↑  （日語）. Nintendo／SANDLOT.   [2011-09-28]. （原始内容存档于2020-12-15）.
77. ↑  （日語）. ATLUS CO., LTD.   [2011-09-28]. （原始内容存档于2016-04-21）.
78. ↑  （日語）. Sony Entertainment Inc.   [2011-09-28]. （原始内容存档于2013-12-14）.
79. ↑  （日語）. Vector Inc.   [2011-09-28]. （原始内容存档于2020-10-30）.
80. ↑  （日語）. NHN Japan Corp./KOG Corporation.   [2011-09-28]. （原始内容存档于2020-12-01）.
81. ↑  （日語）. NHN Japan Corp./KOG Corporation.   [2011-10-10]. （原始内容存档于2016-02-02）.
82. ↑  （日語）. CAVE Interactive CO., LTD.   [2011-09-28]. （原始内容存档于2020-08-09）.
83. ↑  （日語）. D3 PUBLISHER.   [2011-09-28]. （原始内容存档于2011-10-15）.
84. ↑  （日語）. Konami Digital Entertainment.   [2011-12-03]. （原始内容存档于2016-03-04）.
85. ↑  （日語）. 電撃ONLINE.   [2011-09-28]. （原始内容存档于2013-05-25）.
86. ↑  （日語）. ブラック★ロックシューター THE GAME 公式サイト.   [2011-09-28]. （原始内容存档于2011-09-24）.
87. ↑  （日語）. Marvelous Entertainment Inc.   [2011-09-28]. （原始内容存档于2011-09-02）.
88. ↑  （日語）. WebNewtype.   [2012-03-04]. （原始内容存档于2012-05-03）.
89. ↑  《週刊ファミ通》2011年9月15日号。（刊载于日本游戏杂志《周刊Fami通》2011年9月15日号）
90. ↑  （日語）. D3 PUBLISHER.   [2011-09-28]. （原始内容存档于2021-04-20）.
91. ↑  （日語）. Girls'RPG Cinderella life.   [2012-01-20]. （原始内容存档于2020-10-31）.
92. ↑  （日語）. 电击ONLINE.   [2012-01-20]. （原始内容存档于2013-06-08）.
93. ↑  （日語）《B's-LOG》2011年11月号より（刊载于日本女性向游戏杂志《B's-LOG》2011年11月号）
94. ↑  （日語）. 电击ONLINE.   [2011-01-20]. （原始内容存档于2013-06-16）.
95. ↑  （日語）. 电击ONLINE.   [2011-12-03]. （原始内容存档于2013-06-27）.
96. ↑  （日語）. NAMCO BANDAI Games Inc.   [2011-12-03]. （原始内容存档于2021-02-24）.
97. ↑  （日語）. propeller.   [2011-01-20]. （原始内容存档于2021-01-21）.
98. ↑  （日語）. Electronic Arts Inc.   [2012-03-04]. （原始内容存档于2012-02-23）.
99. ↑  （日語）. FAMITSU.com (C)ENTERBRAIN, INC.   [2012-03-04]. （原始内容存档于2020-08-09）.
100. ↑  （日語）. 電撃ONLINE.   [2011-09-28]. （原始内容存档于2012-06-29）.
101. ↑  （日語）. 电击ONLINE.   [2012-01-20]. （原始内容存档于2013-06-29）.
102. ↑  . きららファンタジア 公式サイト.   [2018-04-05]. （原始内容存档于2021-02-02） （日语）.
103. ↑  . 碧藍航線海事局.   [2022-09-11]. （原始内容存档于2022-11-13）.
104. ↑  . 電影Natalie.   [2019-09-19]. （原始内容存档于2019-09-19） （日语）.
105. ↑  . 超！アニメディア. 2019-09-13  [2021-05-21]. （原始内容存档于2021-06-23） （日语）.
106. ↑  . TOブックス.   [2020-05-06]. （原始内容存档于2019-12-13） （日语）.
107. ↑  . TOブックス.   [2020-05-06]. （原始内容存档于2019-12-13） （日语）.

## 外部連結
- （日語）事務所公開簡歷 （页面存档备份，存于）
- （日語）澤城美雪歌迷網站 Petit Station ver.3 （页面存档备份，存于）（已于2007年停止更新）